# إيليزا ريني
إيليزا ريني (بالإنجليزية: Eliza Rennie)‏ (17 مايو 1813، أبردين في المملكة المتحدة - 1869)؛ كاتِبة وشاعرة بريطانية.